# Гафте
Гафте (перс. هفته) — село в Ірані, у дегестані Кара-Кагріз, у бахші Кара-Кагріз, шагрестані Шазанд остану Марказі. За даними перепису 2006 року, його населення становило 2681 особу, що проживали у складі 691 сім'ї.

## Клімат
Середня річна температура становить 11,11 °C, середня максимальна – 29,51 °C, а середня мінімальна – -10,17 °C. Середня річна кількість опадів – 265 мм.
| Клімат поселення                              | Клімат поселення | Клімат поселення | Клімат поселення | Клімат поселення | Клімат поселення | Клімат поселення | Клімат поселення | Клімат поселення | Клімат поселення | Клімат поселення | Клімат поселення | Клімат поселення | Клімат поселення |
| Показник                                      | Січ.             | Лют.             | Бер.             | Квіт.            | Трав.            | Черв.            | Лип.             | Серп.            | Вер.             | Жовт.            | Лист.            | Груд.            |                  |
| Середній максимум, °C                         | 6,07             | 7,76             | 11,62            | 17,87            | 23,16            | 28,20            | 29,51            | 29,26            | 24,64            | 18,73            | 12,00            | 6,70             |                  |
| Середня температура, °C                       | −2,04            | −0,36            | 3,50             | 9,76             | 15,04            | 20,07            | 23,93            | 23,67            | 19,06            | 13,14            | 6,41             | 1,12             |                  |
| Середній мінімум, °C                          | −10,17           | −8,48            | −4,6             | 1,64             | 6,93             | 11,95            | 18,34            | 18,08            | 13,48            | 7,54             | 0,83             | −4,47            |                  |
| Норма опадів, мм                              | 40               | 39               | 48               | 34               | 27               | 4                | 1                | 1                | 0                | 8                | 25               | 38               |                  |
| Середньомісячна швидкість вітру, м/с          | 1.53             | 2.34             | 2.83             | 3.04             | 2.62             | 2.39             | 2.34             | 2.32             | 2.21             | 2.10             | 1.88             | 1.74             |                  |
| Середньомісячна сонячна радіація, кДж/м²·день | 9474             | 12632            | 15249            | 18496            | 22474            | 26895            | 25809            | 24227            | 21429            | 15930            | 11207            | 9133             |                  |
| --------------------------------------------- | ---------------- | ---------------- | ---------------- | ---------------- | ---------------- | ---------------- | ---------------- | ---------------- | ---------------- | ---------------- | ---------------- | ---------------- | ---------------- |
| Джерело:                                      |                  |                  |                  |                  |                  |                  |                  |                  |                  |                  |                  |                  |                  |